# Missihoun-Condji
Missihoun-Condji ist ein Ort im westafrikanischen Staat Benin. Es liegt im Departement Mono und gehört verwaltungstechnisch zum Arrondissement Agoué, welches wiederum der Gerichtsbarkeit der Kommune Grand-Popo untersteht.
Innerhalb des in die Länge gezogenen Arrondissements zwischen dem Atlantik im Süden und Togo im Westen und Norden liegt der Ort ungefähr in der Mitte. Durch Missihoun-Condji verläuft die Fernstraße RNIE1.